# Гелашвили, Александр Семёнович
Александр Семёнович Гелашвили (1912 год, село Апени, Сигнахский уезд, Тифлисская губерния, Российская империя — неизвестно, село Апени, Лагодехский район, Грузинская ССР) — звеньевой колхоза имени Дзержинского Лагодехского района, Грузинская ССР. Герой Социалистического Труда (1950).

## Биография
Родился в 1912 году в селе Апени Сигнахского уезда. Окончил местную начальную школу. Трудился в сельском хозяйстве. Во время коллективизации вступил в колхоз имени Дзержинского Лагодехского района. В послевоенное время возглавлял табаководческое звено. За выдающиеся трудовые достижения по итогам работы 1948 года был награждён Орденом Трудового Красного Знамени.
В 1949 году звено под его руководством собрало в среднем с каждого гектара по 29,2 центнера табака на площади 3,5 гектара. Указом Президиума Верховного Совета СССР от 3 июля 1950 года удостоен звания Героя Социалистического Труда «получение высоких урожаев кукурузы, табака и картофеля в 1949 году» с вручением ордена Ленина и золотой медали «Серп и Молот» (№ 5351).
После выхода на пенсию проживал в родном селе Апени Лагодехского района. Дата смерти не установлена.
Награды
- Герой Социалистического Труда
- Орден Ленина
- Орден Трудового Красного Знамени (03.05.1949)
- Медаль «За трудовую доблесть» (02.04.1966)